# Норбело
Норбѐло (на италиански: Norbello; на сардински: Norghìddo, Норгидо) е село и община в Южна Италия, провинция Ористано, автономен регион и остров Сардиния. Разположено е на 350 m надморска височина. Населението на общината е 1179 души (към 2010 г.).